# NQNT33
Albums de Vald
XEU
(2018) Ce monde est cruel
(2019)
NQNT33 est une mixtape du rappeur français Vald, sorti le 14 septembre 2018. Il est disponible sur les plateformes en dématérialisé et a été édité une seule fois en version physique pour son passage au Zénith de Paris le 24 novembre 2018.
Sur les dix-huit pistes que compte l'album, cinq sont des titres inédits, neuf sont des morceaux remixés, deux sont des interludes et deux sont des solos de ses amis Suikon Blaz AD et Sirius.

## Liste des titres
| 1.    | Non stop                          | 3:17 |
| 2.    | YAX3                              | 2:58 |
| 3.    | Berflam                           | 2:18 |
| 4.    | Rhumance                          | 3:05 |
| 5.    | Dis moi tout BB (Suik’on Blaz AD) | 3:34 |
| 6.    | Foie gras                         | 3:19 |
| 7.    | No Tube Zone                      | 2:20 |
| 8.    | Mana                              | 2:39 |
| 9.    | Interlude (Seezy)                 | 2:13 |
| 10.   | Vlad                              | 2:57 |
| 11.   | MacDo                             | 3:05 |
| 12.   | Baby Squirt                       | 3:39 |
| 13.   | Champignon (Sirius)               | 3:55 |
| 14.   | Kamasutra                         | 2:39 |
| 15.   | Sombre soirée                     | 3:49 |
| 16.   | Molly interlude                   | 1:15 |
| 17.   | Possédé (Remix)                   | 3:15 |
| 18.   | Rechute                           | 3:20 |
| 53:30 |                                   |      |

## Disponibilité
Vald annonce cette mixtape surprise le jour de sa sortie, le 14 septembre 2018, sur les réseaux sociaux.
L'album est uniquement disponible en streaming sur toutes les plateformes. Une version CD lors de son passage au Zénith de Paris le 24 novembre 2018 a néanmoins été commercialisée.

## Titre certifié
Rechute :  Or